# Luca Fumagalli
Luca Fumagalli (ur. 29 maja 1837 w Inzago, zm. 5 czerwca 1908 w Mediolanie) – włoski kompozytor i pianista.

## Życiorys
Pochodził z rodziny muzyków, był bratem pianistów Adolfa, Dismy i Polibia. Ukończył studia w konserwatorium w Mediolanie, gdzie był uczniem Antonia Angeleriego. W 1860 roku koncertował z sukcesem w Paryżu, występował też w Stanach Zjednoczonych. Wykładał w konserwatorium w Filadelfii, a po powrocie do Włoch był wykładowcą konserwatorium w Mediolanie.
Był autorem utworów fortepianowych o charakterze salonowym. Skomponował ponadto Sinfonia marinaresca na orkiestrę oraz operę Luigi XI (wyst. Florencja 1875).